# Cha Myong-jin

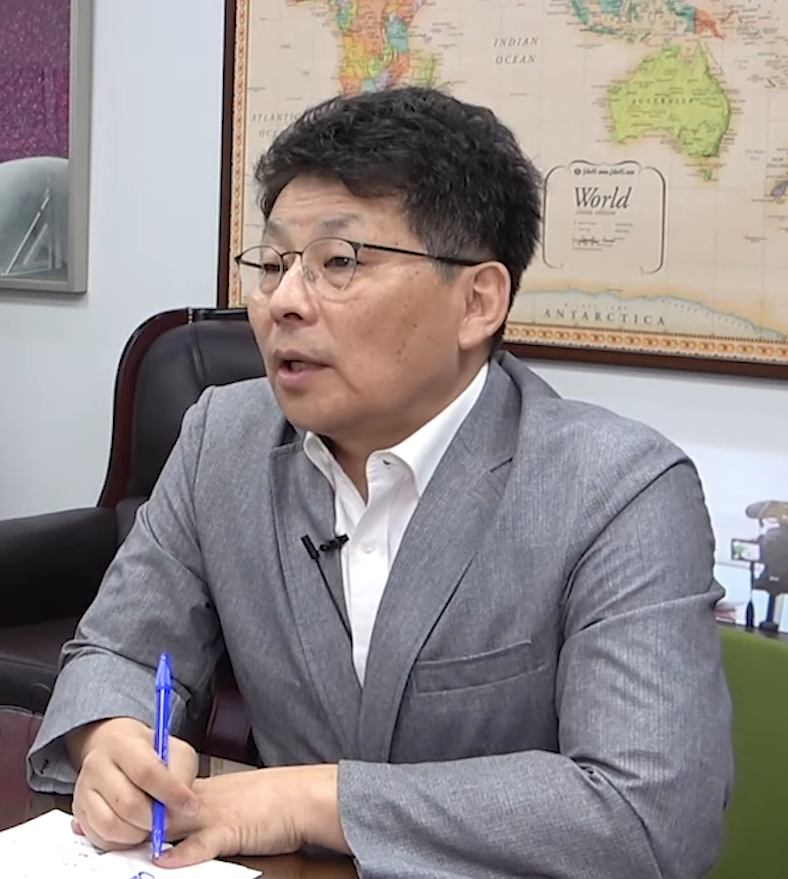
Cha Myong-jin im Juni 2019

Cha Myong-jin (* 14. August 1959 in Seoul) ist ein konservativer südkoreanischer Politiker, der von 2006 bis 2012 Mitglied der Nationalversammlung für Bucheon war.
Zwei Tage vor der Parlamentswahl in Südkorea 2020 wurde Cha aus der Mirae-tonghap-Partei ausgeschlossen, da er sich abfällig über Opferfamilien der Sewol-Katastrophe geäußert hatte.
Cha war schon vorher öfter negativ durch seine diffamierende Rhetorik aufgefallen. Im Oktober 2011 bezeichnete er Park Won-soon, den einzigen Kandidaten der Opposition für den Bürgermeisterposten von Seoul, als „extremen Sozialisten, der pro-nordkoreanische Kräfte unterstützen“ würde. Präsident Moon Jae-in bezeichnete er als „kommunistischen Bastard“.